# Carsia perpetuata
Carsia perpetuata là một loài bướm đêm trong họ Geometridae.